# Leichtathletik-Weltmeisterschaften 1987/1500 m der Männer

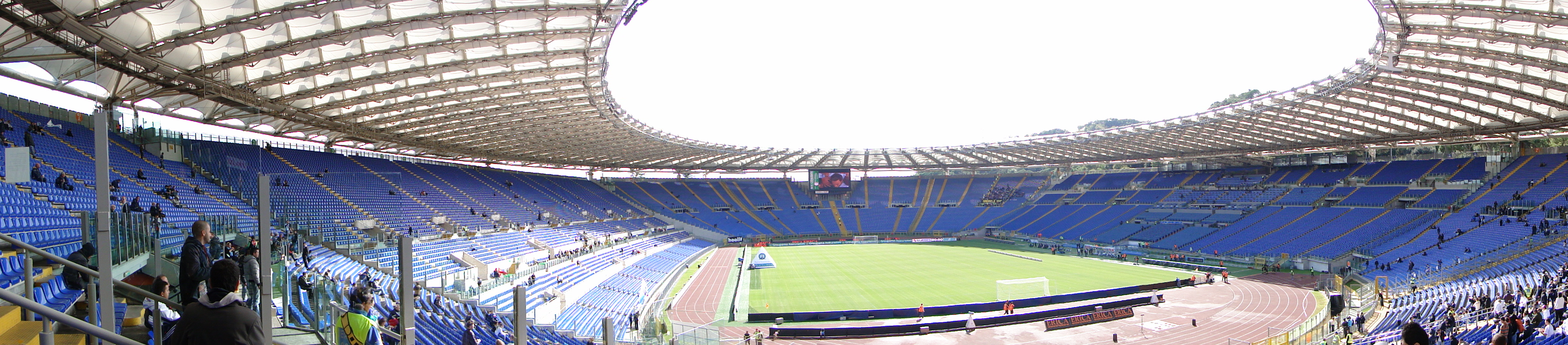
Das Olympiastadion in Rom

Der 1500-Meter-Lauf der Männer bei den Leichtathletik-Weltmeisterschaften 1987 wurde vom 3. bis 6. September 1987 im Olympiastadion der italienischen Hauptstadt Rom ausgetragen.
Weltmeister wurde Abdi Bile aus Somalia. Silber ging an den Spanier José Luis González. Der US-Amerikaner Jim Spivey errang die Bronzemedaille.

## Rekorde

### Bestehende Rekorde
| Weltrekord               | 3:29,46 min | Saïd Aouita | Berlin, BR Deutschland        | 23. August 1985 |
| Weltmeisterschaftsrekord | 3:35,77 min | Steve Cram  | WM 1983 in Helsinki, Finnland | 13. August 1983 |

### Rekordverbesserung
Weltmeister Abdi Bile aus Somalia verbesserte den bestehenden WM-Rekord im ersten Halbfinallauf am 4. September um eine Zehntelsekunde auf 3:35,67 min.

## Vorrunde
4. September 1987
Die Vorrunde wurde in drei Läufen durchgeführt. Die ersten sechs Athleten pro Lauf – hellblau unterlegt – sowie die darüber hinaus sechs zeitschnellsten Läufer – hellgrün unterlegt – qualifizierten sich für das Halbfinale.

### Vorlauf 1
| Platz | Name              | Nation         | Zeit (min) |
| ----- | ----------------- | -------------- | ---------- |
| 1     | Omer Khalifa      | Sudan          | 3:41,93    |
| 2     | Steve Cram        | Großbritannien | 3:42,05    |
| 3     | Peter Rono        | Kenia          | 3:42,26    |
| 4     | Steve Scott       | USA            | 3:42,43    |
| 5     | Remy Geoffroy     | Frankreich     | 3:42,45    |
| 6     | Michael Hillardt  | Australien     | 3:42,79    |
| 7     | Peter Wirz        | Schweiz        | 3:43,00    |
| 8     | Ray Flynn         | Irland         | 3:43,06    |
| 9     | Andres Vera       | Spanien        | 3:43,24    |
| 10    | Dave Campbell     | Kanada         | 3:43,80    |
| 11    | Dieudonné Kwizéra | Burundi        | 3:44,36    |
| 12    | Manuel Balmaceda  | Chile          | 3:49,52    |
| DNS   | Ari Suhonen       | Finnland       |            |

### Vorlauf 2
| Platz | Name                  | Nation                       | Zeit (min) |
| ----- | --------------------- | ---------------------------- | ---------- |
| 1     | Abdi Bile             | Somalia                      | 3:38,05    |
| 2     | Jens-Peter Herold     | DDR                          | 3:38,10    |
| 3     | Steve Crabb           | Großbritannien               | 3:38,11    |
| 4     | Peter Bourke          | Australien                   | 3:38,18    |
| 5     | Marcus O’Sullivan     | Irland                       | 3:38,20    |
| 6     | Dieter Baumann        | BR Deutschland               | 3:38,31    |
| 7     | Mogens Guldberg       | Dänemark                     | 3:38,67    |
| 8     | Joseph Chesire        | Kenia                        | 3:38,71    |
| 9     | Teofilo Benito        | Spanien                      | 3:38,90    |
| 10    | Zeki Ozturk           | Türkei                       | 3:40,38    |
| 11    | Chuck Aragon          | USA                          | 3:40,82    |
| 12    | Getahun Ayana         | Äthiopien                    | 3:42,29    |
| 13    | Mohamed Sami Abdullah | Vereinigte Arabische Emirate | 3:51,04    |

### Vorlauf 3
| Platz | Name               | Nation         | Zeit (min) |
| ----- | ------------------ | -------------- | ---------- |
| 1     | Kipkoech Cheruiyot | Kenia          | 3:40,22    |
| 2     | José Luis González | Spanien        | 3:40,28    |
| 3     | Han Kulker         | Niederlande    | 3:40,32    |
| 4     | Jim Spivey         | USA            | 3:40,48    |
| 5     | Uwe Becker         | BR Deutschland | 3:40,63    |
| 6     | Leonid Massunow    | Sowjetunion    | 3:40,68    |
| 7     | Mário Silva        | Portugal       | 3:40,99    |
| 8     | Adrian Passey      | Großbritannien | 3:41,44    |
| 9     | Markus Hacksteiner | Schweiz        | 3:42,04    |
| 10    | Pat Scammell       | Australien     | 3:44,93    |
| 11    | Gerald O’Reilly    | Irland         | 3:45,77    |
| 12    | Johnny Kroon       | Schweden       | 3:49,06    |
| DNS   | Moctar El          | Mauretanien    |            |

## Halbfinale
4. September 1987
In den beiden Halbfinalläufen qualifizierten sich die jeweils ersten fünf Athleten – hellblau unterlegt – sowie die darüber hinaus zwei zeitschnellsten Läufer – hellgrün unterlegt – für das Finale.

### Halbfinallauf 1

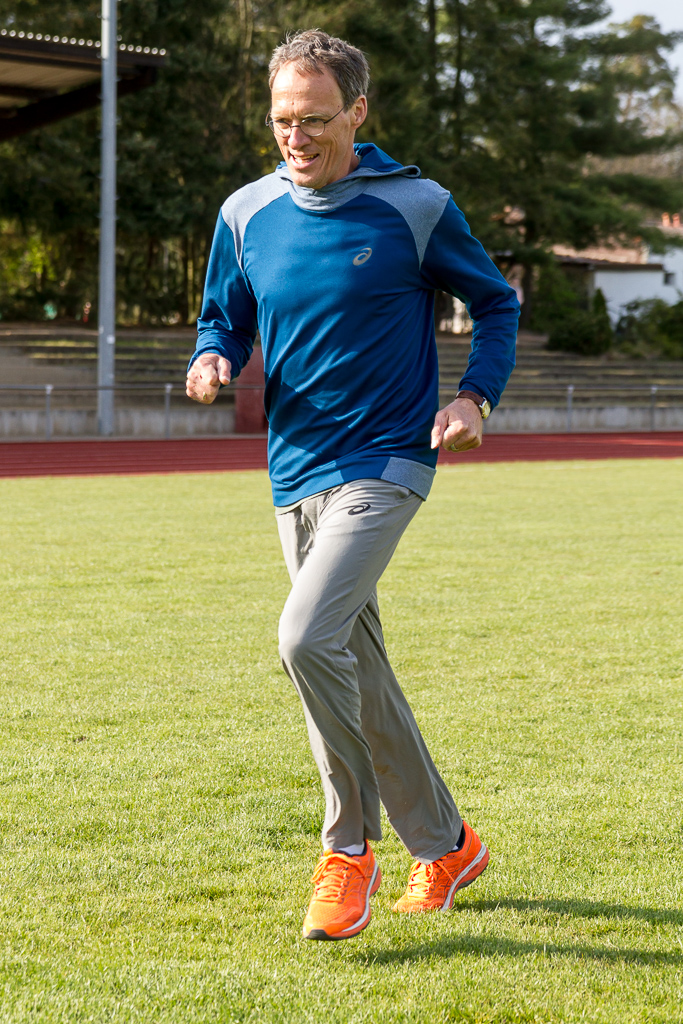
Dieter Baumann (hier im Jahr 2017) scheiterte im Halbfinale – er hatte seine Erfolge, vor allem über 5000 Meter, noch vor sich

| Platz | Name               | Nation         | Zeit (min) |
| ----- | ------------------ | -------------- | ---------- |
| 1     | Abdi Bile          | Somalia        | 3:35,67 CR |
| 2     | José Luis González | Spanien        | 3:35,68    |
| 3     | Steve Cram         | Großbritannien | 3:35,78    |
| 4     | Joseph Chesire     | Kenia          | 3:35,82    |
| 5     | Steve Scott        | USA            | 3:35,91    |
| 6     | Han Kulker         | Niederlande    | 3:36,08    |
| 7     | Remy Geoffroy      | Frankreich     | 3:37,47    |
| 8     | Leonid Massunow    | Sowjetunion    | 3:38,24    |
| 9     | Peter Bourke       | Australien     | 3:38,42    |
| 10    | Chuck Aragon       | USA            | 3:39,45    |
| 11    | Zeki Ozturk        | Türkei         | 3:42,17    |
| 12    | Dieter Baumann     | BR Deutschland | 3:47,71    |

### Halbfinallauf 2
| Platz | Name               | Nation         | Zeit (min) |
| ----- | ------------------ | -------------- | ---------- |
| 1     | Jens-Peter Herold  | DDR            | 3:40,57    |
| 2     | Jim Spivey         | USA            | 3:40,63    |
| 3     | Kipkoech Cheruiyot | Kenia          | 3:40,64    |
| 4     | Omer Khalifa       | Sudan          | 3:40,69    |
| 5     | Michael Hillardt   | Australien     | 3:40,75    |
| 6     | Mário Silva        | Portugal       | 3:41,12    |
| 7     | Marcus O’Sullivan  | Irland         | 3:41,24    |
| 8     | Teofilo Benito     | Spanien        | 3:41,89    |
| 9     | Steve Crabb        | Großbritannien | 3:42,12    |
| 10    | Uwe Becker         | BR Deutschland | 3:43,73    |
| 11    | Peter Rono         | Kenia          | 3:44,76    |
| 12    | Mogens Guldberg    | Dänemark       | 3:50,79    |

## Finale
6. September 1987
| Platz | Name               | Nation         | Zeit (min) |
| ----- | ------------------ | -------------- | ---------- |
| 1     | Abdi Bile          | Somalia        | 3:36,80    |
| 2     | José Luis González | Spanien        | 3:38,03    |
| 3     | Jim Spivey         | USA            | 3:38,82    |
| 4     | Joseph Chesire     | Kenia          | 3:39,36    |
| 5     | Omer Khalifa       | Sudan          | 3:39,81    |
| 6     | Jens-Peter Herold  | DDR            | 3:40,14    |
| 7     | Michael Hillardt   | Australien     | 3:40,23    |
| 8     | Steve Cram         | Großbritannien | 3:41,19    |
| 9     | Han Kulker         | Niederlande    | 3:42,16    |
| 10    | Remy Geoffroy      | Frankreich     | 3:43,03    |
| 11    | Kipkoech Cheruiyot | Kenia          | 3:44,54    |
| 12    | Steve Scott        | USA            | 3:45,92    |

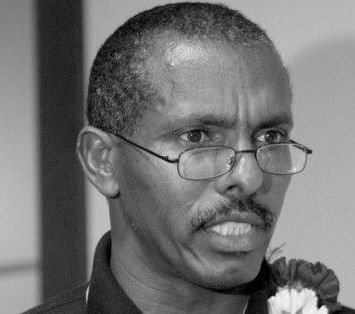
Weltmeister Abdi Bile (auf dem Foto im Jahr 2019)

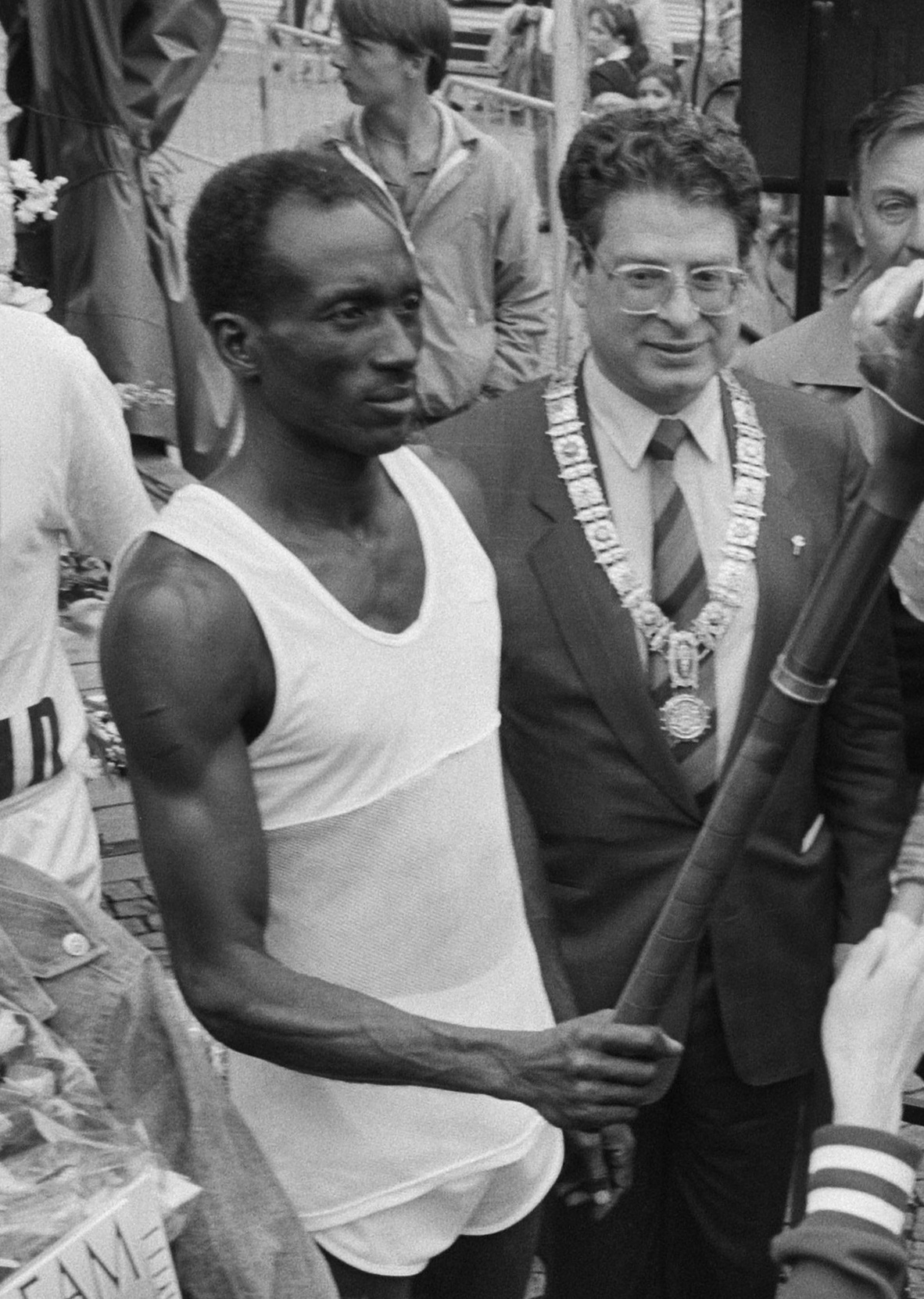
Omer Khalifa (links) belegte Rang fünf
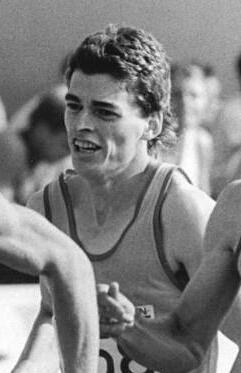
Jens-Peter Herold wurde Sechster
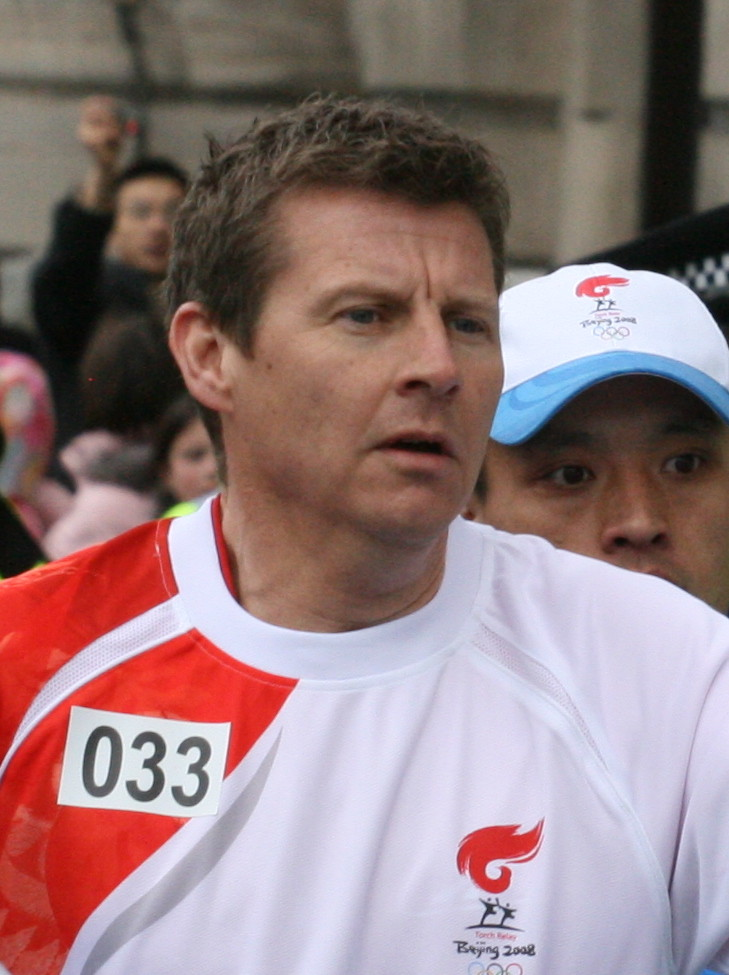
Steve Cram (hier im Jahr 2008) erreichte Platz acht
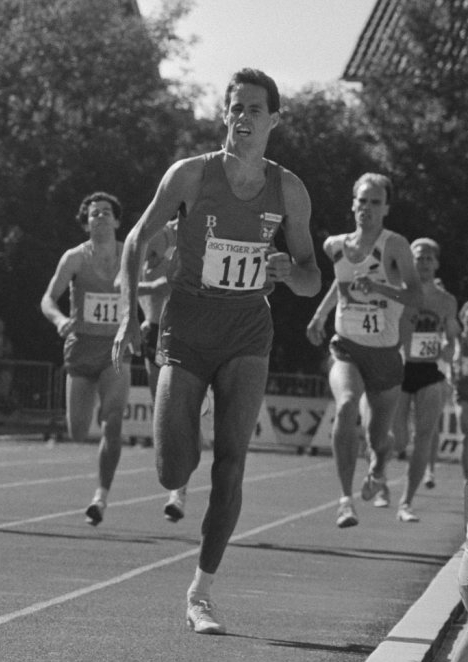
Han Kulker (auf dem Foto in führender Position) kam auf den neunten Platz

## Videos
- Abdi Bile Abdi Wins The 1,500M =Rome 1987= auf youtube.com (englisch), abgerufen am 21. März 2020
- 1987, Ray Flynn, 1500m Ht1, IAAF World Championships, Rome auf youtube.com (englisch), abgerufen am 21. März 2020
- 1987, Marcus O’Sullivan, 1500m Ht2, IAAF World Championships, Rome auf youtube.com (englisch), abgerufen am 21. März 2020
- 1987, Gerry O'Reilly, 1500m H3, IAAF World Championships, Rome auf youtube.com (englisch), abgerufen am 21. März 2020